# القرية العالمية (عمان)
القرية العالمية هي قرية تجمع فيها منتوجات عالمية حسب الدولة التي أنشأتها ولكل دولة سوق خاص بها وبعض الدول الموجودة فيها :
- فلسطين
- السعودية
- الأردن
- البحرين
- الإمارات العربية المتحدة
- دولة الكويت
- العراق
- مصر
- سورية
- الهند
- جزر القمر
- الصومال
- قطر
- موريتانيا
- باكستان
- ليبيا
- الجزائر
- المغرب
- تونس
- اليمن
- سلطنة عمان
- الصين
- ((جمهورية السودان الديمقراطية))
- ((كوريــا))

وغيرها الكثير من الدول.

## أوقات الدخول إليها
تفتح القرية العالمية أبوابها في كل صيف في شهر 7 وتغلق بعد شهرين من افتتاحها.

## موقع القرية العالمية
كانت القرية العالمية تقع في منطقة مرج الحمام، تم نقلها إلى منطقة المقابلين (البنيات).

## بعض المرافق الموجودة فيها
يوجد فيها الكثير من المطاعم إذ يوجد في كل بلد داخل القرية مطعم مأكولات شعبية حسب البلد، ويوجد أيضاً العديد من الألعاب منها :
- الجبل الروسي
- الكانجر
- الصحن الدوار
- السفينة
- السلاسل
- القلابة
- الدوامة

وغيرها.